# Matteo Contini
Matteo Contini (* 16. April 1980 in Varese) ist ein italienischer ehemaliger Fußballspieler. Er spielte kurzzeitig auch in Spanien.

## Karriere
Von Juli 2007 bis Januar 2010 spielte Contini als Verteidiger für den SSC Neapel in der Serie A.
Am 27. Januar 2010 gab der SSC Neapel die Ausleihe des Abwehrspielers bis zum Saisonende an der spanischen Verein Real Saragossa bekannt. Den Spaniern wurde zudem eine Kaufoption zugesichert. In seiner zweiten Partie für Saragossa erzielte er seinen ersten Treffer in der Primera División und trug somit zum 2:1-Sieg gegen den FC Sevilla bei. Nach Ablauf der Leihfrist nahm der aragonesische Verein seine Option wahr und sicherte sich für 2,3 Millionen Euro die Dienste des Italieners, der einen auf drei Jahre befristeten Vertrag unterzeichnete.
Trotz seiner immerhin 24 Einsätze in der Liga wurde er im Sommer 2011 zunächst für ein Jahr an den italienischen Erstligisten AC Siena verliehen, bevor er zur Saison 2012/13 offiziell in die Toskana wechselte. Nach nur einer Saison ging er zu Atalanta Bergamo, wo er aber nach nur drei Einsätzen an den Zweitligisten SS Juve Stabia und nach dessen Abstieg für zwei Spielzeiten an den FC Bari 1908 ausgeliehen wurde. In der Saison 2016/17 spielte er als Leihspieler für den Zweitligisten Ternana Unicusano Calcio und wechselte anschließend zum Drittligisten Carrarese Calcio, wo er jedoch nur einen Monat unter Vertrag war und nicht zum Einsatz kam. Im September 2017 gab der Viertligist US Pergolettese 1932 die Verpflichtung Continis bekannt.